# Saukam Khoy
Saukam Khoy (en camboyano: សូកាំ ខូយ; 2 de febrero de 1915 – 14 de noviembre de 2008), más tarde conocido como Peter Khoy Saukam, fue Presidente suplente de la República Jemer durante 12 días en abril de 1975. Fue Presidente del senado de 1972 hasta 1975.

## Primeros años
Nacido el 2 de febrero de 1915, Saukam Khoy se enlistó al Ejército Real Jemer en 1940, cuando tenía 25 años. Adquirió el rango de teniente coronel en 1953 y posteriormente, el de teniente general. Ejerció como Presidente del Senado de la República jemer en 1972.

## Presidencia
Asumió el cargo el 1 de abril de 1975, cuándo un entristecido Lon Nol se fue 'temporalmente' con toda su familia hacia Bali en Indonesia, después de una invitación de su amigo, el entonces presidente indonesio Suharto.
Su periodo en el cargo fue breve. Abandonó Nom Pen junto con el embajador estadounidense John Gunther Dean a bordo de un helicóptero CH-53 durante la evacuación del personal de embajada norteamericana y de civiles, bautizada como la Operación Tirón del Águila en el 12 de abril, cinco días antes de que la ciudad cayera en manos de los Jemeres rojos.
Khoy murió a la edad de 93 años en Stockton, California, Estados Unidos el 14 de noviembre de 2008.